# Складне речення
Складне речення — це речення, яке має дві або більше граматичних основ, тобто складається з двох або більше простих речень.
Складні речення поділяють на складні безсполучникові, складні сполучникові (складносурядні, складнопідрядні) і складні з різними видами зв'язку.

## Складносурядне речення
Складносурядне речення — це складне речення, що складається з рівноправних частин.

## Розділові знаки у складносурядних реченнях
Прості речення як частини складносурядних, з'єднані сполучниками і(й), та, а, але, проте, однак, зате, не те, або, чи ні … ні, то … то, не то … не то та ін. розділяються комами:
Чорнява його голівонька була закустрана, очі заспані, зате молоде личко пашіло здоров'ям, грало краскою. (Мирн.)

### Кома не ставиться
1. Між двома питальними, спонукальними або окличними реченнями, з'єднаними сполучником і(й):
Коли відбудеться лекція і хто її буде читати?
Як пишно цвітуть каштани і який гарний Київ у цей час!
2. Між двома безособовими реченнями за умови, коли присудки цілком однорідні за значенням:
Сумно й глухо! (Панас Мирний)
3. Між двома сурядними реченнями, коли вони мають спільний член, що стосується обох простих речень, або спільне підрядне речення:
На селі хутенько, як сонечко закотилось, помовкли голоси і рух усякий замер. (Марко  Вовчок)
Мабуть, батько ще дужче посивів і мати ще дужче зігнулася. (Андрій Головко)
4. Якщо частини складносурядного речення дуже поширені, або мають уже всередині свої розділові знаки, або автор хоче підкреслити їхню самостійність, або далекі за змістом, то замість коми ставиться крапка з комою:
Ся розмова лишила в мені якийсь гіркий несмак; але миритись, брати назад свої слова у мене не було бажання. (Леся Українка)
5. Якщо сурядні речення, з'єднані сполучником і(й), та(і) та й, виражають швидку або несподівану зміну подій або різке протиставлення, то перед сполучником ставиться тире:
Сонце зійшло — і враз над Києвом занялося ревище гудків. (См.)

## Складнопідрядне речення
Складнопідрядне речення — це складне речення, що складається із залежних одна від одної частин.

### Розділові знаки у складнопідрядних реченнях
Кома ставиться:
1. Підрядне речення відокремлюється від головного комами:
Що за літо заробить Мотря, те за зиму і проживуть. (Мирн.)
2. Якщо підрядне речення стоїть після головного й з'єднується з ним складеними сполучниками підрядності тому що, через те що, завдяки тому що, попри те що, внаслідок того що, в міру того як, з тих пір як, подібно до того як, так що, то кома ставиться або перед усім складеним сполучником, або в середині його, але тільки один раз. Місце коми визначається змістом речення:
Довго співали дівчата, довго гуляли хлопці, незважаючи на те що другого дня треба було рано вставати. (Н.-Лев.)
Довго співали дівчата, довго гуляли хлопці незважаючи на те, що другого дня треба було рано вставати.
3. Між однорідними підрядними реченнями ставиться кома так само, як між однорідними членами в простому реченні:
Як не мостився, як не ладнав,
А оберемка не підняв.
(Гл.)
Дітям здавалося, що вже вечір і що зараз прийде мати. (Вас.)
4. Між однорідними підрядними реченнями, з'єднаними повторюваними сурядними сполучниками, ставиться кома, але перше підрядне речення від головного комою не виділяється:
Ішли на берег моря і коли яскраво світило сонце, і коли важкі хмари низько пливли над землею.
5. Якщо в складнопідрядному реченні збігаються два підрядні сполучники або сполучник сурядності й сполучник підрядності, то кома між ними ставиться тільки в тому випадку, якщо при вилученні підрядного речення не вимагається перебудова того речення, від якого залежить підрядне:
Це рішення виникло в нього раптово, і він хотів його негайно здійснити, ніби не знаючи, що, коли мине хвилина, він не зможе сказати. (Мик.)

### Кома не ставиться
1. У словосполученнях більш ніж, менш ніж, не раніше ніж, не пізніше ніж і подібних:
Це більш ніж зворушливо.
2. У стійких висловах, близьких за значенням до іменної частини складеного присудка або обставини способу дії, а також у порівняннях фразеологічного типу: руки стали як лід, упав як сніп, полетів як стріла, і приніс скільки зміг, все одно який, байдуже хто та ін.
3. Якщо після головного речення перед сполучним словом або сполучником підрядності стоїть частка не або повторюваний сполучник сурядності:
Хотілось би знати не що він казав, а як він казав.
Він уважно розпитував і як себе почуває брат і що він устиг зробити на заводі.
4. Якщо підрядне речення, що стоїть після головного, складається тільки з одного відносного слова з прийменником чи без нього:
Черниш теж кричав, не пам'ятаючи що. (О. Г.)
Тяжко, важко нудить світом, не знаючи за що. (Шевч.)
5. Підрядні речення, що складаються із стійких словосполучень невідомо хто (де, коли …), хто завгодно, де попало, (є) над чим працювати тощо:
Парубок обертається на стук і невідомо кому погрожує кулаком. (Ст.)
6. Якщо підрядне речення зі складеним сполучником підрядності стоїть на першому місці (перед головним), то сполучник комою звичайно не розділяється:
Перед тим як починати передачу — зайвих попросили із студії. (Тич.)

## Безсполучникове складне речення
Безсполучникове складне речення — це таке складне речення, частини якого поєднуються без сполучників за допомогою смислових та інтонаційних зв'язків.

### Розділові знаки в безсполучникових складних реченнях
1. Якщо частини безсполучникового складного речення виражають одночасність, сумісність дій або їх послідовність і тісно зв'язані між собою за змістом, між ними ставиться кома:
Вночі несподівано задув північний вітер, небо скоро затяглося хмарами. (О. Г.)
2. Якщо частини безсполучникового речення зберігають певну свою самостійність за змістом, то між ними ставиться крапка з комою:
На порозі стоїть бабуся; навкруги тиша; скрізь ясно; з поля вітерець віє; з гаїв холодок дише; десь-то вода гучить; а високо над усім грає-сіяє вишнє променисте сонечко… (М. В.)
3. Між частинами безсполучникового складного речення ставиться двокрапка. Це буває в таких випадках:
- якщо в безсполучниковому складному реченні наступне речення пояснює, розкриває смисл попереднього:

Погаслі вечірні вогні: усі спочивають у сні. (Л. Укр.)
- якщо в першій частині безсполучникового складного речення є слова так, такий, одно та ін., конкретний зміст яких розкривається в другій частині:

Здавна в Кавунівці так повелося: старі дома, а молодь здебільшого на марганцях. (О. Г.)
- між двома реченнями, якщо в першому з них є слова бачити, дивитись, чути, розуміти та ін., які разом з відповідною інтонацією попереджають, що далі, у наступному реченні, буде викладено якийсь факт:

Старий присувається до вікна, зазира в середину й бачить: у хаті, за столом, сидять гості — учитель та селяни. (Коцюб.)
Якщо в реченнях зазначеного типу немає характерної попереджувальної інтонації в кінці першого речення, то замість двокрапки ставиться кома або тире: Чула, тріснув тин. (Головко.)А де ж чує — щось по листі шелеснуло, холодним вітриком дихнуло. (Гл.)
4. Тире в безсполучникових складних реченнях ставиться в таких випадках:
- якщо зміст частини складного речення зіставляється або протиставляється: Не вони судили — він судив. (М. Р.)
- якщо в першій частині безсполучникового складного речення вказується час дії, про яку говориться у другій: Зійде сонце — утру сльози, ніхто й не побачить. (Шевч.)
- якщо в першій частині зазначається умова, при якій відбувається дія другої частини: Треба роздягнутись — роздягнеться, треба сьорбати гарячий чай — сьорбатиме. (О. Г.)
- якщо друга частина безсполучникового складного речення виражає наслідок або висновок із того, про що говориться в попередній частині. Звичайно в цих випадках між реченнями можна поставити через це, тому, тоді та ін.: Продержались з тиждень морози — земля закляла, як кістка. (Мирн.)
- якщо в другій частині безсполучникового складного речення міститься порівняння з тим, про говориться в першій частині: Гляне — холодною водою зіллє. (М. В.)
- якщо друга частина безсполучникового складного речення (приєднувальне речення) починається словами цей, такий і под.: Ще й разу не бачивши моря, я вже надумався стати неодмінно моряком — то був мій перший, дитячий ще, вибір професії. (См.)

## Синтаксичний розбір складного речення
1. Тип речення (складносурядне, складнопідрядне, безсполучникове).
2. Сполучниковий чи безсполучниковий зв'язок, тип сполучників.
3. Види підрядних речень.
4. Характер підрядності (якщо речення складнопідрядне з кількома підрядними):
- однорідна підрядність;
- неоднорідна підрядність;
- послідовна підрядність.

5. Схема речення.
Тоню охоплює лихоманкове збудження, дріж, трепет, що це вони з Віталиком аж куди добулися, одні-однісінькі опинились на цьому острівку, як робінзони, де їх оточує химерне залізне бескеття. (О. Г.)
Це складне, складнопідрядне речення з кількома підрядними. Головне речення (прочитується): Її охоплює лихоманкове збудження, дріж, трепет.
Перше підрядне речення — …що це вони з Віталиком аж куди добулися, одні-однісінькі опинились на цьому острівку — стосується головного речення в цілому і має причинове підрядне значення. Сполучник що тут не типовий для приєднання обставинного підрядного причинового речення.
Друге підрядне речення — де їх оточує химерне залізне бескеття — має подвійну залежність від головного, бо воно може координуватися двома питаннями опинилися де? і на острові якому?, тобто підрядне речення нібито може бути чи обставинним місця, чи означальним; більше граматичних підстав вважати його означальним, бо дієслово опинилися вимагає свого поширення обставиною на острові, а до неї ужито означення — підрядне речення.
Граматична схема речення така:
Речення з послідовною підрядністю.

## Синтаксичний розбір складного речення із різними видами зв'язку
1. Тип речення.
2. Частини складного речення.
3. Кожну частину розглянути окремо як просте або складне речення.
4. Схема речення.
Набравши висоту, літак знову почав відриватися від реального світу, хоч і не міг маневрувати, бо праворуч і ліворуч тяглися білі траси повітряних доріг, а часом виринав на овиді якийсь інший швидкохідний літак. (Ю. Мейгеш)
1. Це речення складносурядне з підрядністю — складається з двох сурядних частин (межа від зіставного сурядного сполучника а: а часом…)
2. Перше сурядне речення за структурою складне — з двома підрядними у послідовному підрядному зв'язку.
Граматичний аналіз: головне речення — Набравши висоту, літак знову почав відриватися від реального світу; перше підрядне — допустове, друге підрядне — причини.
3. Друге сурядне речення — зіставне, сполучникове, приєднане за допомогою сполучника а; за структурою — просте, двоскладне, поширене, неускладнене.